# Dystopi
En dystopi (även kallad anti-utopi eller kackotopi) är en negativ samhällsvision. Det är motsatsen till utopi. Ordet kommer från grekiskans δυσ- och τόπος, som sammansatt betyder ”dålig plats”.

## Kritik mot samhället
Att måla upp en dystopi är ett oerhört kraftfullt sätt att kritisera det rådande samhället. Genom att överdriva negativa fenomen och framkalla skräckvisioner av vad vårt levnadssätt kan ha för konsekvenser får man folk att reagera på saker som de kanske tog för givna eller inte tycker är så farliga vid första anblicken. Dystopier har också använts flitigt i politiska pamfletter, både i öst och i väst. (Lundwall 1993)

## Dystopins historia
Man kan i teorin säga att dystopier har funnits lika länge som utopier, för den enes utopi är den andres dystopi (betänk slavarnas situation i Platons Staten, som räknas som den första nedskrivna utopin). (Lundwall, 1993) En av de tidigaste tydliga dystopierna är Gullivers resor av Jonathan Swift från 1726. (Holmberg, 1977)
Själva ordet "dystopi" finns enligt Svensk Ordbok belagt i svenskan först 1975.

## Dystopiska teman
De teman som man hittar i dystopiska berättelser speglar tiden då de skrevs och de saker man fruktade under den perioden. Teknologin över människan är ett återkommande tema inom dystopisk litteratur. Under 1800-talet, samtidigt som världen förundrades över den nya tekniken och dess möjligheter, skrevs många dystopiska berättelser om hur maskiner till slut leder till mänsklighetens undergång. Med ständigt nya tekniska framsteg så var man rädd att förlora kontrollen över vetenskapen. I E.M. Forsters The machine stops från 1909 beskrivs en värld där alla olikheter har suddats ut, människan lever under jord och ser inte längre någon mening med att träffas fysiskt. Hela världen styrs av en maskin som ser till alla hennes behov. När maskinen sedan går sönder är människan hjälplös. Novellen slutar dock inte helt i förtvivlan, för i sitt dödsögonblick återfår hon något av sin mänsklighet.
Under första halvan av 1900-talet var den stora skräcken det totalitära samhället, övervakning och individens betydelselöshet. Den första att ta upp dessa teman var Jevgenij Zamjatin i sin roman Vi, som publicerades 1924. Mest framgångsrik är kanske ändå George Orwell med sin 1984 (1948) och på svenskt håll Karin Boyes roman Kallocain från 1940 (Holmberg, 1977), Sverigeskildringen The New Totalitarians (1971) av Roland Huntford och "Sovjetiskt inflytande i Sverige" (Stockholm 1997) av Jüri Lina.
Andra vanliga teman är miljöförstöring, det överdrivna konsumtionssamhället och överbefolkning.

## Närliggande genrer
Dystopisk litteratur är ibland svår att skilja från postapokalyptisk science fiction, eftersom båda (oftast) utspelar sig i en skräckvision av framtiden. Vad som skiljer dem åt är att i dystopiska berättelser är man på ett eller annat sätt förtryckt av systemet – det finns fortfarande ett samhälle där som kan förtrycka sina medborgare.

## Dystopisk litteratur (urval)
- 1984 av George Orwell
- A Clockwork Orange av Anthony Burgess
- Apornas planet av Pierre Boulle
- Atlas Shrugged av Ayn Rand
- Divergent av Veronica Roth
- Du sköna nya värld av Aldous Huxley
- Duck City av Lena Andersson
- Efter floden av PC Jersild
- Fahrenheit 451 av Ray Bradbury
- Hungerspelen av Suzanne Collins
- Kallocain av Karin Boye
- Neuromancer av William Gibson
- Never Let Me Go av Kazuo Ishiguro
- Oryx och Crake av Margaret Atwood
- Vi av Jevgenij Zamjatin
- Androidens drömmar av Philip K. Dick

## Dystopisk film (urval)
- Æon Flux
- Alphaville
- Blade Runner
- Akira
- Brazil
- Children of Men
- Cubic
- Delikatessen
- Fahrenheit 451
- Gattaca
- Idiotrepubliken
- The Island
- La Jetée
- Le Dernier Combat
- Mad Max
- The Matrix
- Metropia
- Metropolis
- Soylent Green
- Streets of Fire
- THX 1138
- V för Vendetta
- Terminator-serien
- X-men-serien
- Ultraviolet
- Vägen
- Wall-E
- The Hunger Games
- Divergent

## Dystopiska spel (urval)
- Bioshock serien
- Half-Life 2
- Resident Evil serien
- S.T.A.L.K.E.R.: Shadow of Chernobyl
- Papers, Please
- Metro 2033